# Forêt nationale de Nantahala
La forêt nationale de Nantahala est une forêt nationale classée en 1920 et située dans l'État de Caroline du Nord.
« Nantahala » est un mot des Indiens Cherokees signifiant « la terre du soleil de midi. » Le nom est approprié puisque, dans certains endroits, le Soleil n'atteint le sol des profondes gorges de la forêt nationale que lorsqu'il est à son apogée. Le conquistador espagnol Hernando de Soto explora l'endroit en 1540, ainsi que William Bartram au XVIIIe siècle.

## Présentation
Cette forêt nationale est administrée par le Service des forêts des États-Unis, qui fait partie du département de l'Agriculture. La forêt est gérée avec les trois autres forêts nationales de Caroline du Nord (Croatan, Pisgah, et Uwharrie) par un bureau central commun situé à Asheville.